# Schede elettorali in Italia
In Italia per ogni elezione vengono utilizzate schede elettorali di colori differenti:
- Elezioni Europee
  - Circoscrizione Nord Occidentale: scheda grigia
  - Circoscrizione Nord Orientale: scheda marrone
  - Circoscrizione Centrale: scheda rossa
  - Circoscrizione Meridionale: scheda arancione
  - Circoscrizione Insulare: scheda rosa
- Elezioni PoliticheScheda per l'elezione della Camera dei DeputatiScheda per l'elezione del Senato della Repubblica
  - Camera dei deputati: scheda rosa pantone 230-U, giallo per i votanti all'estero
  - Senato della Repubblica: scheda giallo paglierino pantone 121-U, verde per i votanti all'estero

- Elezioni Regionali: scheda verde
  - Regione Siciliana: scheda gialla
- Elezioni ComunaliScheda per l'elezione del Sindaco e del Consiglio comunale (oltre 15000 abitanti)Scheda per l'elezione del Sindaco e del Consiglio comunale (tra 5000 e 15000 abitanti)Scheda per l'elezione del Sindaco e del Consiglio comunale (meno di 5000 abitanti)
  - Comuni con popolazione superiore a 15 000 abitanti: scheda blu
  - Comuni con popolazione inferiore a 15 000 abitanti: scheda azzurro pantone process blue-U

- Elezioni Circoscrizionali: scheda differente per comune
  - Comune di Bari (5 Municipi): scheda rosa
  - Comune di Bologna (9 Circoscrizioni): scheda rosa
  - Comune di Firenze (5 Quartieri): scheda verde
  - Comune di Livorno (5 Circoscrizioni)
  - Comune di Messina (6 Circoscrizioni)
  - Comune di Milano (9 Circoscrizioni): scheda verde
  - Comune di Napoli (10 Municipalità): scheda arancione
  - Comune di Palermo (8 Circoscrizioni): scheda avana
  - Comune di Perugia (13 Circoscrizioni)
  - Comune di Prato (5 Circoscrizioni): scheda verde
  - Comune di Rimini (6 Circoscrizioni): scheda arancione
  - Comune di Roma (15 Municipi): scheda rosa 422-U
  - Comune di Taranto (6 Circoscrizioni)
  - Comune di Torino (8 Circoscrizioni): scheda verde
  - Comune di Venezia (6 Municipalità)
  - Comune di Verbania (5 Circoscrizioni)
  - Comune di Verona (8 Circoscrizioni)

## Referendum
In occasione di referendum la scelta è limitata all'approvazione (SÌ) o alla disapprovazione (NO) del testo referendario. L'uso dei colori è qui fondamentale, soprattutto per distinguere i diversi quesiti posti all'attenzione dell'elettore.
| Data                   | Referendum | Colore |
| ---------------------- | --- | ------ |
| 7 ottobre 2001         | Modifica del Titolo V della Costituzione |        |
| 15 giugno 2003         | Reintegrazione dei lavoratori |        |
| 15 giugno 2003         | Servitù coattiva di elettrodotto |        |
| 12 e 13 giugno 2005    | Procreazione medicalmente assistita I |        |
| 12 e 13 giugno 2005    | Procreazione medicalmente assistita II |        |
| 12 e 13 giugno 2005    | Procreazione medicalmente assistita III |        |
| 12 e 13 giugno 2005    | Procreazione medicalmente assistita IV |        |
| 25 e 26 giugno 2006    | Devoluzione e Senato federale |        |
| 12 e 13 giugno 2011    | Affidamento della gestione dei servizi pubblici locali |        |
| 12 e 13 giugno 2011    | Tariffa del servizio idrico e remunerazione del capitale investito |        |
| 12 e 13 giugno 2011    | Produzione di energia nucleare |        |
| 12 e 13 giugno 2011    | Legittimo impedimento |        |
| 17 aprile 2016         | Proroga delle concessioni di estrazione di idrocarburi |        |
| 4 dicembre 2016        | Superamento del bicameralismo paritario, riduzione del numero dei parlamentari, contenimento dei costi di funzionamento delle istituzioni, soppressione del CNEL e revisione del titolo V della parte II della Costituzione                                                                                              |        |
| 20 e 21 settembre 2020 | Riduzione del numero dei parlamentari |        |
| 12 giugno 2022         | Abrogazione del Testo unico delle disposizioni in materia di incandidabilità e di divieto di ricoprire cariche elettive e di Governo conseguenti a sentenze definitive di condanna per delitti non colposi |        |
| 12 giugno 2022         | Limitazione delle misure cautelari: abrogazione dell'ultimo inciso dell'art. 274, comma 1, lettera c), codice di procedura penale, in materia di misure cautelari e, segnatamente, di esigenze cautelari, nel processo penale                                                                                            |        |
| 12 giugno 2022         | Separazione delle funzioni dei magistrati. Abrogazione delle norme in materia di ordinamento giudiziario che consentono il passaggio dalle funzioni giudicanti a quelle requirenti e viceversa nella carriera dei magistrati                                                                                             |        |
| 12 giugno 2022         | Partecipazione dei membri laici a tutte le deliberazioni del Consiglio direttivo della Corte di cassazione e dei consigli giudiziari. Abrogazione di norme in materia di composizione del Consiglio direttivo della Corte di cassazione e dei consigli giudiziari e delle competenze dei membri laici che ne fanno parte |        |
| 12 giugno 2022         | Abrogazione di norme in materia di elezioni dei componenti togati del Consiglio superiore della magistratura |        |
| 8 e 9 giugno 2025      | Contratto di lavoro a tutele crescenti - Disciplina dei licenziamenti illegittimi: Abrogazione |        |
| 8 e 9 giugno 2025      | Piccole imprese - Licenziamenti e relativa indennità: Abrogazione parziale |        |
| 8 e 9 giugno 2025      | Abrogazione parziale di norme in materia di apposizione di termine al contratto di lavoro subordinato, durata massima e condizioni per proroghe e rinnovi |        |
| 8 e 9 giugno 2025      | Esclusione della responsabilità solidale del committente, dell'appaltatore e del subappaltatore per infortuni subiti dal lavoratore dipendente di impresa appaltatrice o subappaltatrice, come conseguenza dei rischi specifici propri dell'attività delle imprese appaltatrici o subappaltatrici: Abrogazione           |        |
| 8 e 9 giugno 2025      | Cittadinanza italiana: Dimezzamento da 10 a 5 anni dei tempi di residenza legale in Italia dello straniero maggiorenne extracomunitario per la richiesta di concessione della cittadinanza italiana |        |

## Realizzazione delle schede elettorali

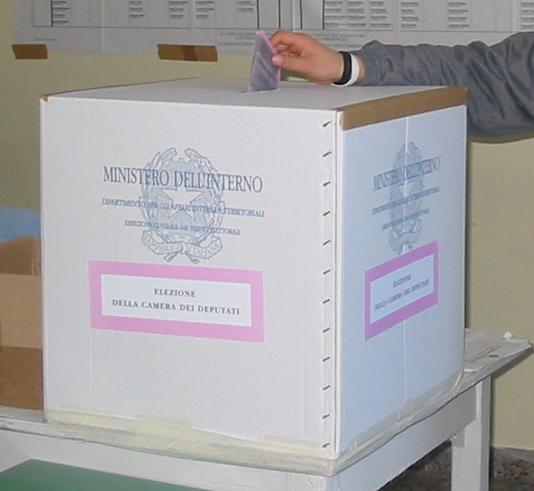
Una scheda inserita nell'urna.

Le schede elettorali, i registri e i kit per gli scrutatori sono stampati su carta speciale dal Poligrafico dello Stato, che ha sedi in 100 città italiane. Le prefetture selezionano le sedi autorizzate alla stampa, mentre la Commissione Tariffe del Ministero dell'Economia aggiorna a ogni elezione le previsioni di spesa. Le schede una volta stampate sono recapitate direttamente dalle sedi del Poligrafico ai seggi elettorali.
Una scorta di schede pari a circa il 10% del corpo elettorale viene consegnata all'ufficio elettorale di ogni comune assieme a quelle da distribuire ai singoli seggi. Ogni seggio ha già, ricompreso nel numero di schede ricevute dal comune, una percentuale in più pari appunto al 10% circa per fornire una eventuale seconda scheda all'elettore che ne fa richiesta (ad esempio, un seggio con 546 elettori riceve 600 schede).
Il costo del materiale per le elezioni del Parlamento del 13 e 14 aprile 2008 è stato di 22 milioni di euro.